# NGC 948
NGC 948 est une galaxie spirale barrée située dans la constellation de la Baleine. NGC 948 a été découverte par l'astronome américain Lewis Swift en 1886.

## Caractéristiques
Sa vitesse par rapport au fond diffus cosmologique est de 4 259 ± 17 km/s, ce qui correspond à une distance de Hubble de 62,8 ± 4,4 Mpc (∼205 millions d'al).
La classe de luminosité de NGC 948 est III et elle présente une large raie HI.
En raison d'une brillance de surface égale à 14,17 mag/am2, on peut qualifier NGC 948 de galaxie à faible brillance de surface (LSB en anglais pour low surface brightness). Les galaxies LSB sont des galaxies diffuses (D) avec une brillance de surface inférieure de moins d'une magnitude à celle du ciel nocturne ambiant.

## Groupe de NGC 945
NGC 948 fait partie d'un groupe de galaxies d'au moins 7 membres, le groupe de NGC 945. Outre NGC 948 et NGC 945, les autres du groupe sont NGC 950, NGC 977, MCG -2-7-20, MCG -2-7-32 et MCG -2-7-33.